# StreamOn
StreamOn (vgl. Stream) war ein Zusatzdienst der Telekom, bei dem bestimmte Anwendungen nicht zu einem Verlust von Datenvolumen führten (siehe Flatrate). Hierbei standen verschiedene Optionen für bestimmte Anwendungspakete bereit. Je nach Mobilfunk-Tarif konnten bestimmte Optionen erworben werden oder waren im Preis enthalten. Die Optionen konnten beliebig miteinander kombiniert werden.
StreamOn war in der gesamten EU und der Schweiz nutzbar. Das Angebot war nur im Netz der Telekom verfügbar und konnte nicht mit einem VPN oder vergleichbaren Diensten genutzt werden.
Lediglich der reine Stream war ohne Anrechnung auf das Inklusiv-Volumen empfangbar, nicht hingegen Werbung, Albencover etc. Etwaige Bandbreitenbeschränkungen galten auch für den Stream.
Das StreamOn-Angebot war für alle Verträge ab 4. April 2017 gültig.
StreamOn wird seit dem 1. Juni 2022 nicht mehr für Neuverträge angeboten. Die Bundesnetzagentur untersagte Ende April 2022 die weitere Vermarktung für die Art der Dienste wie StreamOn oder den Pass von Vodafone. Nach einer Übergangsfrist für Bestandskunden wurde der Dienst zum 31. März 2023 eingestellt.

## Optionen
Bei StreamOn standen vier Optionen bereit, mit welchen man den Dienst für bestimmte Anwendungen freischaltet. 

### StreamOn Music
Die Music-Option war in den Tarifen MagentaMobil S/S Young und FamilyCard S kostenlos zubuchbar.

### StreamOn Music&Video
Zu der reinen Musik-Option war auch der volumenverlustfreie Videostream in maximaler Übertragungsqualität ab den M-Tarifen (MagentaMobil, Young und FamilyCard) kostenlos zubuchbar.

### StreamOn Gaming
Die Gaming-Option bot die Nutzung spezieller Mobile Games ohne Volumenverlust und war kostenlos für alle S-Tarife oder höher.

### StreamOn Social&Chat
Diese Option bot diverse soziale Netzwerke und Chat-Applikationen an. Kostenlos buchbar war sie nur für L- und XL-Verträge.

## Marktsituation
Ähnliche Optionen für zubuchbare Streaming-Optionen waren auch bei anderen Wettbewerbern am Markt vorhanden. Direkt vergleichbar ist beispielsweise der Social-Pass von Vodafone.

## Kritik und Gerichtsurteil 2017
In der Ursprungsform des StreamOn-Angebots wurde die Datenübertragungsrate beim Videostreaming auf maximal 1,7 MBit/s limitiert, was höchstens eine Übertragung in Standardqualität erlaubte. Außerdem war die Option für die Nutzung innerhalb Deutschlands beschränkt.
Die Bundesnetzagentur sah in diesen Beschränkungen einen Verstoß gegen die Netzneutralität sowie gegen die EU-Roaming-Verordnung und reichte Klage gegen die Telekom ein. In einem Eilverfahren wurde der Bundesnetzagentur Recht gegeben und die Telekom musste ihr Angebot daraufhin anpassen.